# フォトキナ

フォトキナのロゴマーク

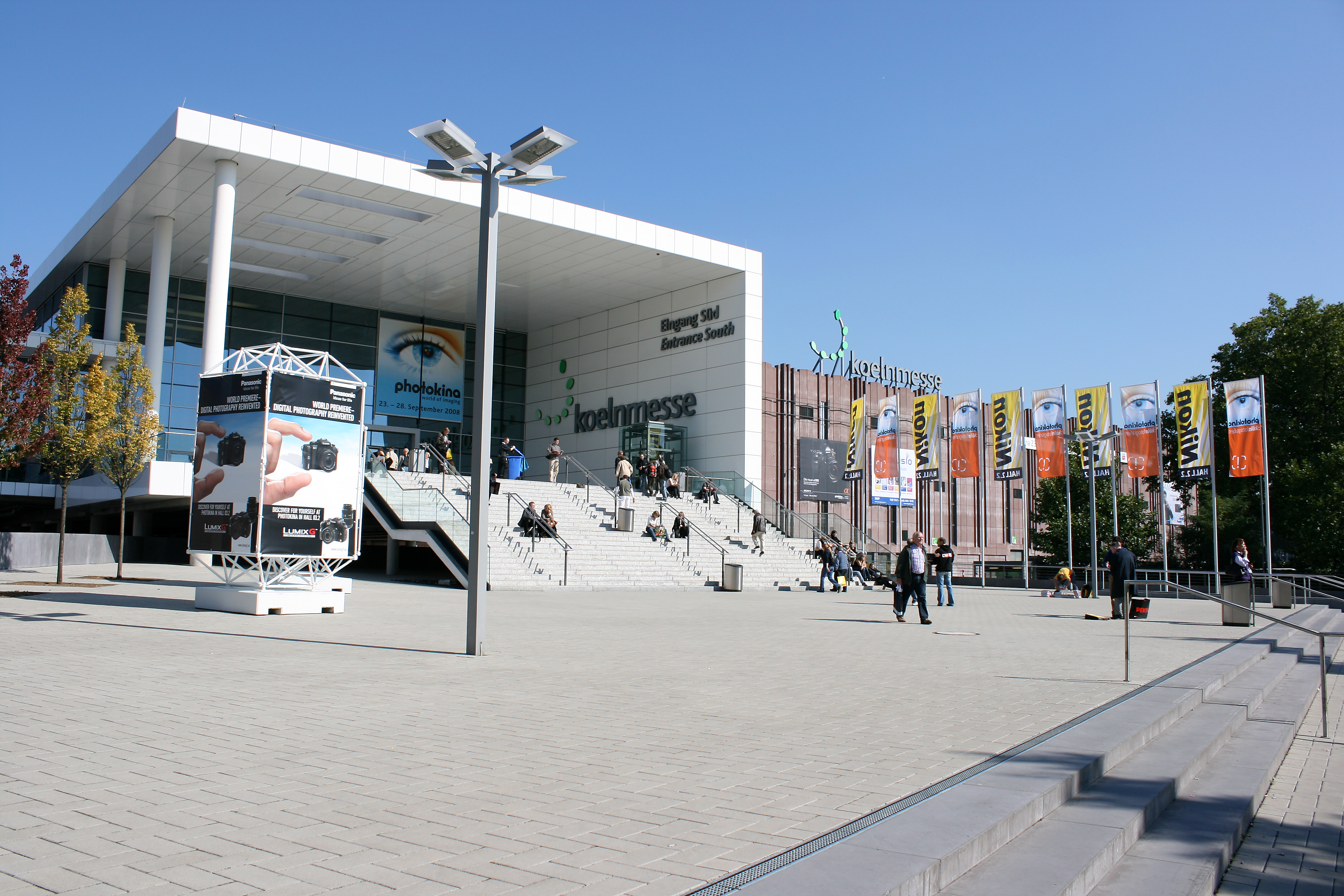
フォトキナ 2008の南の入場口

フォトキナ(Photokina)とは、ドイツのケルンにあるケルンメッセで2年に1度（西暦が偶数の年）の9月に開催されていた、カメラ・写真機材をはじめとした映像関連総合見本市である。
世界各国のメーカー（2004年は50ヶ国以上）が参加するフォトキナは、各社の技術をアピールする格好の舞台であり、毎回多くの新製品やコンセプトモデルが発表される。向こう2年間の機材開発の方向性を占うという意味で、一般のバイヤーのほか開発担当者からも注目を浴びる。日本からも多数の出展者、訪問者がいる。
日本のCP+やアメリカのフォト・マーケティング・アソシエーション・トレードショーと並ぶ世界最大規模の写真用品の展示会で、戦後の東西冷戦時代においても、当時の東ドイツやソ連など、自国のカメラやレンズのアピールの場として共産圏諸国からも多く出展された。
写真器材については、デジタル化の普及により、2000年頃より展示内容の幅が広がる傾向にあった。

## 歴史
1950年に最初のフォトキナが開催された。1956年のフォトキナにはドワイト・D・アイゼンハワー大統領が祝電を送った。
- 2008年は過去最大規模だった。初めてフォトキナがDeutzで開催された。46ヶ国から1,579の出展者と161ヶ国から169,000人以上が訪問した。[1]
- 2010年のフォトキナは9月21日から26日まで開催され45ヶ国から1,251の出展者と160ヶ国から180,000人以上が訪問した。[2]

- 訪問者数は現在も増え続け、フォトキナ2012では166カ国から185,000人が訪問して出展者は41カ国から1,158社だった。[3] 2014年の開催も堅調に推移し、185,000人に達した。[4]

- 2018年以降毎年開催へと変更する予定だったが、2019年は準備不足を名目に中止[5]、2020年は新型コロナウイルスの影響により中止[6]。加えて、フォト・イメージング市場の縮小により展示規模を維持できないことから、2020年11月に事実上の終了（リリースでは「追って通知があるまで終了」）が発表された[7]。